# Jakthorn

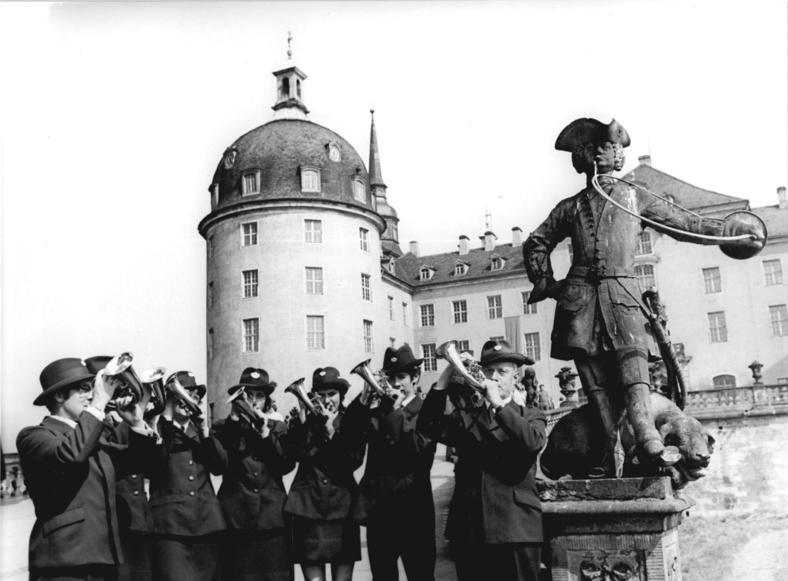
Jakthornblåsare utanför Moritzburg år 1976.

Karl XVs jakthorn - Livrustkammaren

Jakthorn är ett bleckblåsinstrument på vilket man vid jakt blåser jaktsignaler och är vanligtvis gjort av mässing.

## Allmänt
Jakthorn skall inte förväxlas med jägarhorn, som är ett klafflöst militärt bleckblåsinstrument vilket inom flottan benämnes signalhorn.
Jakthorn är vanligen inte försedda med klaffar och ventiler och kan då bara återge naturtoner. Det kan ha runda eller elliptiska böjningsrundlar. En mindre form av jakthorn kallas Fürst-Pless-horn. Parforcehornet är ett större jakthorn. Jakthornen är de närmste föregångarna till valthornet. 

## Historia

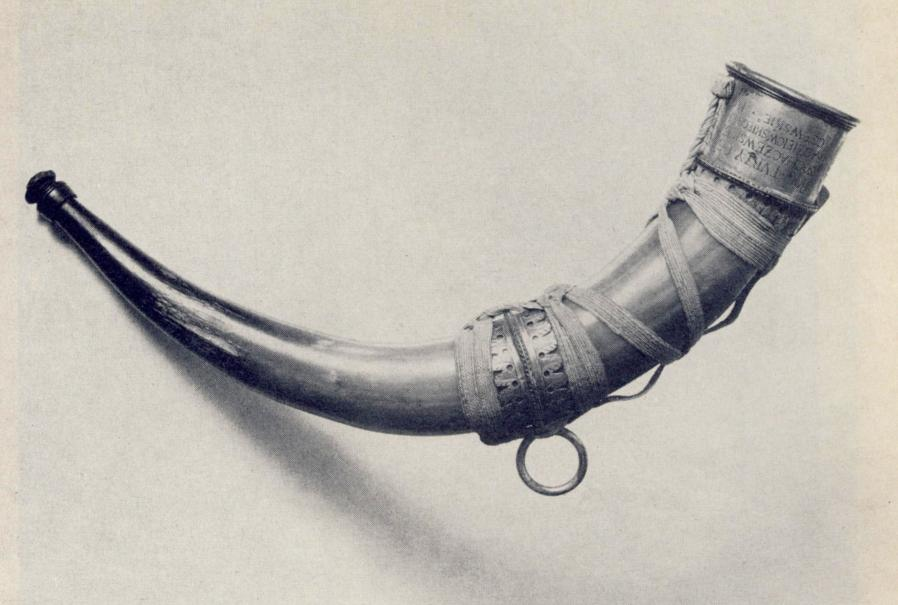
Sigesmund III:s jakthorn, Livrustkammaren.

Under forntiden använde jägare lurar av horn eller ben för kommunikation, ibland användes horn från uroxar. Det finns ett jakthorn på Kungliga Livrustkammaren i som enligt inskriptionen är tillverkat av ett horn från Europas allra sista uroxe. Under medeltiden användes olifanten, som har fått sitt namn från det fornfranska ordet för elfenben, vid adliga jakter. 

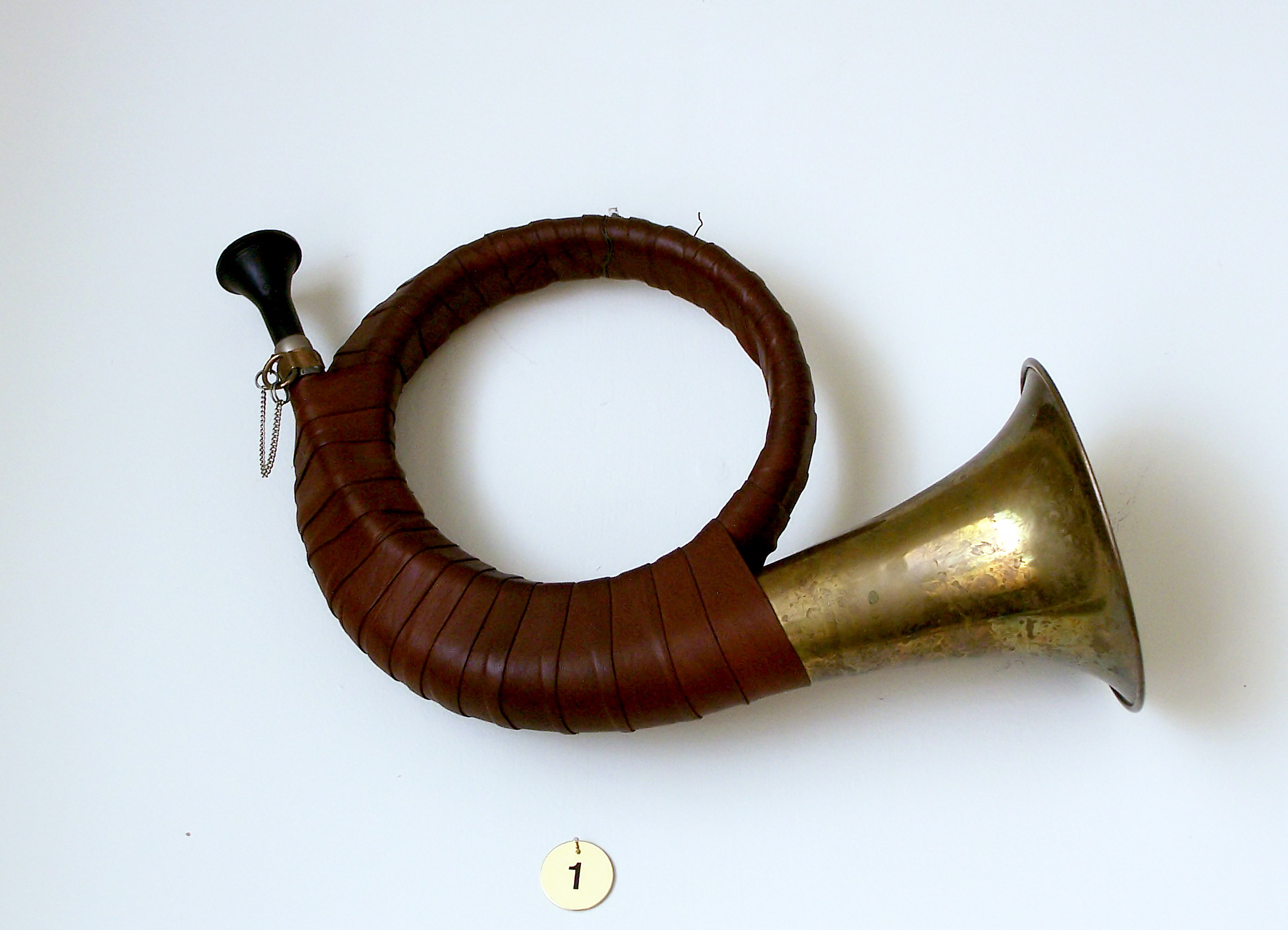
Fürst-Pless-horn utan ventiler.

Användandet av jaktsignaler beskrevs redan av Hardouin, seigneur de Fontaines-Guérin, från Anjou 1394 i verket, Trésoire de Vénerie. Här beskrivs 14 olika hornsignaler som illustreras med ett träsnitt där dessa beskrivs med ett system av fyllda och ofyllda rektanglar. Härigenom kan man få en tämligen god uppfattning om hur jägare i södra Frankrike signalerade till varandra under medeltiden. Hardoin ville sprida de signaler han hade lärt sig av mästaren Guilleme du Pont. 
Frankrike har varit den stora nationen då det gäller jakthornsmusik, även om de tyska traditionerna har varit mest inflytelserika i Sverige. Vid slutet av medeltiden började man tillverka horn av metall, därmed kunde man förlänga hornets rör, vilket innebar att man fick ett betydligt bättre ljud, samtidigt som ljudstyrkan blev avsevärt högre. Genom att hornets rör böjdes cirkelformigt, ibland flera varv, kunde hornet förbli praktiskt hanterbart. 
Olika former av jakthorn har kommit att utvecklas, mindre typer av jakthorn, som Fürst-Pless-hornet, har kunnat användas vid jakt av en jägare, medan större typer av jakthorn, som parforcehornet och Trompe de Chasse, främst använts av speciella hornblåsare vid större, välorganiserade former av jakt av den typ som främst bedrevs av furstliga hov, främst på den europeiska kontinenten. Jakthornens användningen har även utvidgats till hyllningssignaler, marscher och andra former av musik.

## Samtida användning
Numera har den praktiska användningen av jakthorn i huvudsak kommit att ersättas av jaktradion. Andra signalmetoder, som signalskott bör numera ses som nödsignaler. Emellertid anses det, i exempelvis Tyskland, alltjämt så betydelsefullt att ha kunskap om olika jaktsignaler att undervisning härom förmedlas vid jägarutbildningar.

## Fürst-Pless-hornet

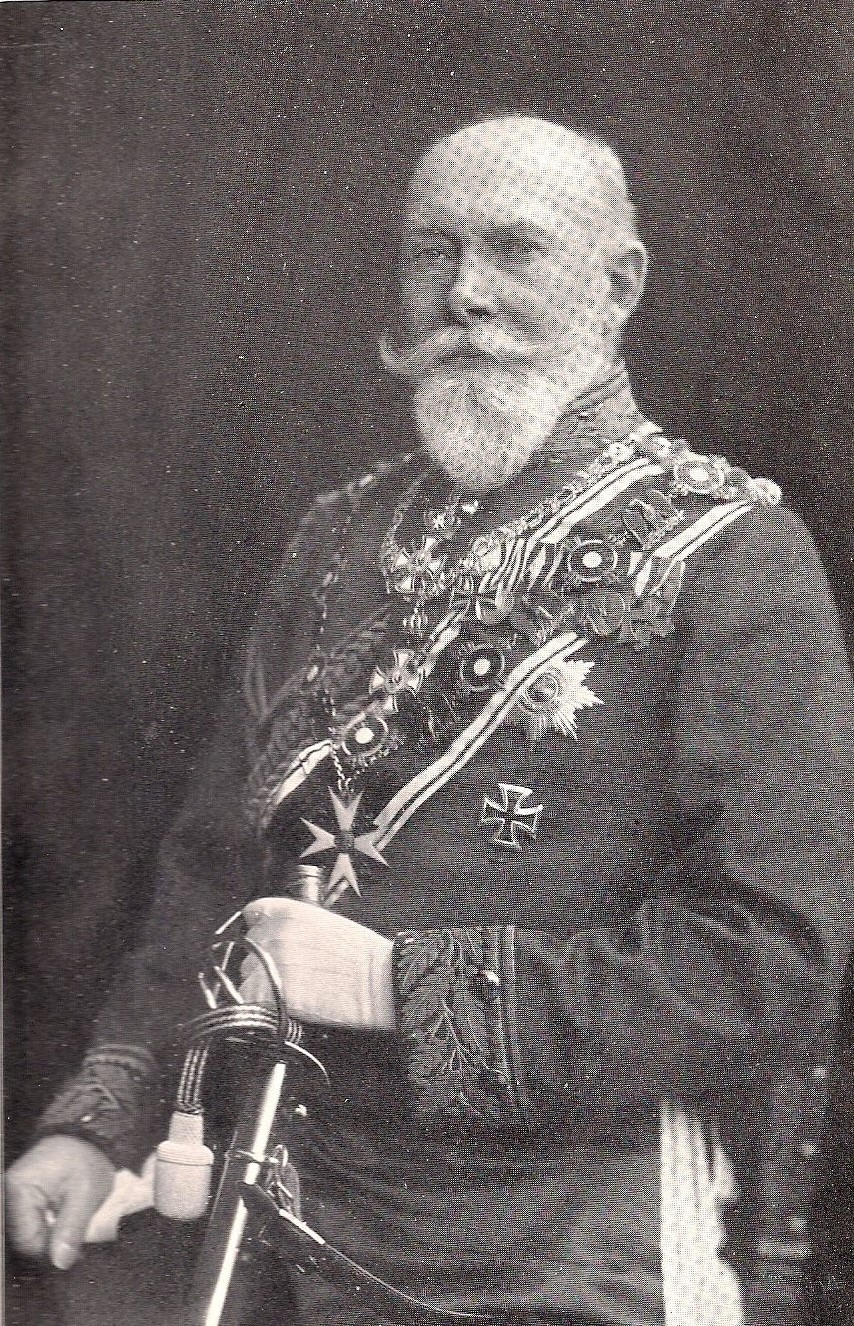
Hans Heinrich XI., Graf von Hochberg, Fürst von Pleß, Freiherr von Fürstenstein.

I Tyskland inleds en strävan på 1800-talet att samordna jakthornsmusiken till tonarterna B och Ess. Th. Rode, som var ansvarig för den preussiska jaktmusiken ställer det som krav 1840. Systemet med jaktledningssignaler utvecklades på 1800-talet ur militära ledningssignaler och en banbrytare för detta var Oberstjägermeister Henrich von Pleß (1833–1909), som sedermera gav namn åt det idag vanligast förekommande jakthornet, Fürst-Pless-hornet. Det var ett mycket detaljerat system med signaler för att starta och styra ett drev, kalla på eftersökshundar eller viltvagn, samla jägare, och drevkarlar, mm.
Fürst-Pless-hornet är ett mindre jakthorn. Enklare Fürst-Pless-horn har inga klaffar eller ventiler, dessa kan därför bara återge naturtoner. 
Det finns emellertid Fürst-Pless-horn som är försedda med ventiler och klaffar. Dess diameter är vanligen knappt 20 cm. Fürst-pless-horn är stämda i B dur. 

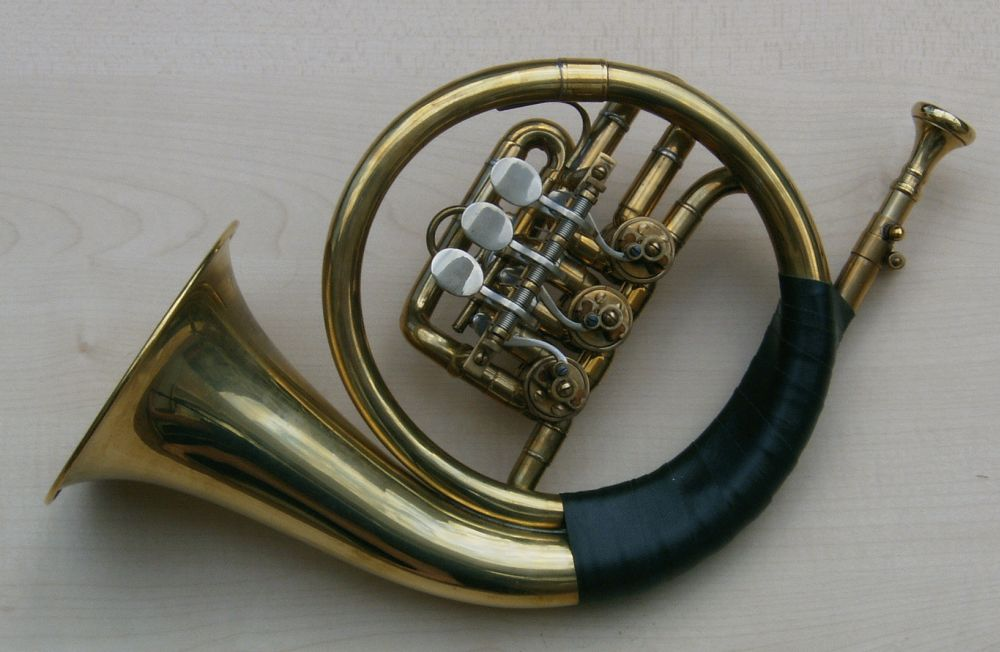
Modernt Fürst-Pless-horn med ventiler.

I motsats till de stora hornen fick de mindre hornen sin främsta användning under 1800-talet. Den tidigast funna förekomsten av Fürst-pless-horn är från 1876. Instrumentet är således utvecklat under 1800-talet, och har sitt ursprung i det halvmåneformade hornet, vilket utvecklades i anslutning till militärsignalhorn och posthorn. De mindre hornen var praktiska, då dess storlek var sådan att en jägare kunde medföra ett sådant horn vid jakt på egen hand, utan att behöva förlita sig på en medföljande hornblåsare.
Sitt namn har instrumentet fått efter Fürst Hans Heinrich XI. von Pleß (1833–1909), som blev kejserlig Oberstjägermeister 1878. Han tjänstgjorde under kejsare Vilhelm I av Tyskland, kejsare Fredrik III av Tyskland och kejsare Vilhelm II av Tyskland. 
Det var dock inte Fürst Pleß som var upphovsmannen till detta instrument, däremot bidrog han till instruments spridning, och han ansågs även kunna utöva det på ett föredömligt sätt.

## Parforcehorn

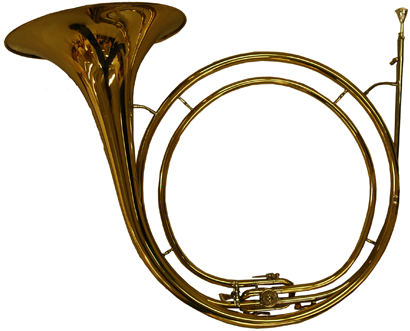
Parforcehorn.

Parforcehornet har fått sitt namn efter den franska benämningen på hetsjakt efter främst högvilt, parforcejakt. 
Parforcehornet är en större form av jakthorn. Parforcehornet är vanligtvis stämt i B, Ess eller D. Det finns parforcehorn som har möjlighet att ändra tonarten, i likhet med de valthorn som benämns dubbelhorn. Vanligen saknar parforcehorn ventiler, och dessa kan således endast återge naturtoner, men det finns även parforcehorn som är försedda med ventiler.

## Trompe de Chasse
Trompe de Chasse är, i likhet med parforcehorn, en större form av jakthorn vilka saknar ventiler, och således endast kan återge naturtoner.

## Jaktsignaler

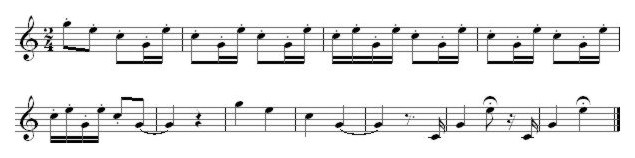
Fuchs tot.

Jaktsignaler används för att leda jaktsällskapets rörelser, underrätta kamraterna om jaktens gång och vilket djurslag som drivs samt för att kalla in hundarna.
- Das Hohe Wecken, en samlingssignal inför jakten.
- Begrüssung, en välkomsthälsningssignal.
- Aufbruch zur Jagd, en signal som meddelar att jakten är påbörjad och att jägare, hundfolk och drevkarlar skall bege sig till utgångsplatserna för första drevet.
- Anblasen des Treibens, signal som anger att drevet är påbörjat.
- Abblasen des Treibens, signal som anger att drevet är avslutat. Den kallas även ”Hahn in Ruh”, efter den hjälptext som hör till signalen.
- Hunderuf, signal som anger att det behövs hjälp med eftersök.
- Wagenruf, signal som tillkallar en viltvagn.
- Sammeln der Jäger, samlingssignal inför jakt vid en ny såt.
- Sammeln der Schützen, samlingssignal inför jakt vid en ny såt.
- Sammeln der Treiber, samlingssignal inför jakt vid en ny såt.
- Zum Essen, signal som anger avbrott i jakten för lunch.
- Aufbruch zur Jagd, signal som anger avbrott i jakten.
- Abblasen des Treibens, signal som anger att jakten är avblåst, då skall jaktsällskapet bege sig till platsen för jaktens avslutning.
- Auf Strecke legen, signal som annonserar viltparaden.
- Flugvildt tot, hyllningssignal till fällt fågelvilt.
- Jagd vorbei, signal som blåses efter avslutad viltparad.
- Halali, en hyllningssignal till jägarnas skyddshelgon Sankt Hubertus.

## Användningen av jakthorn inom konstmusiken

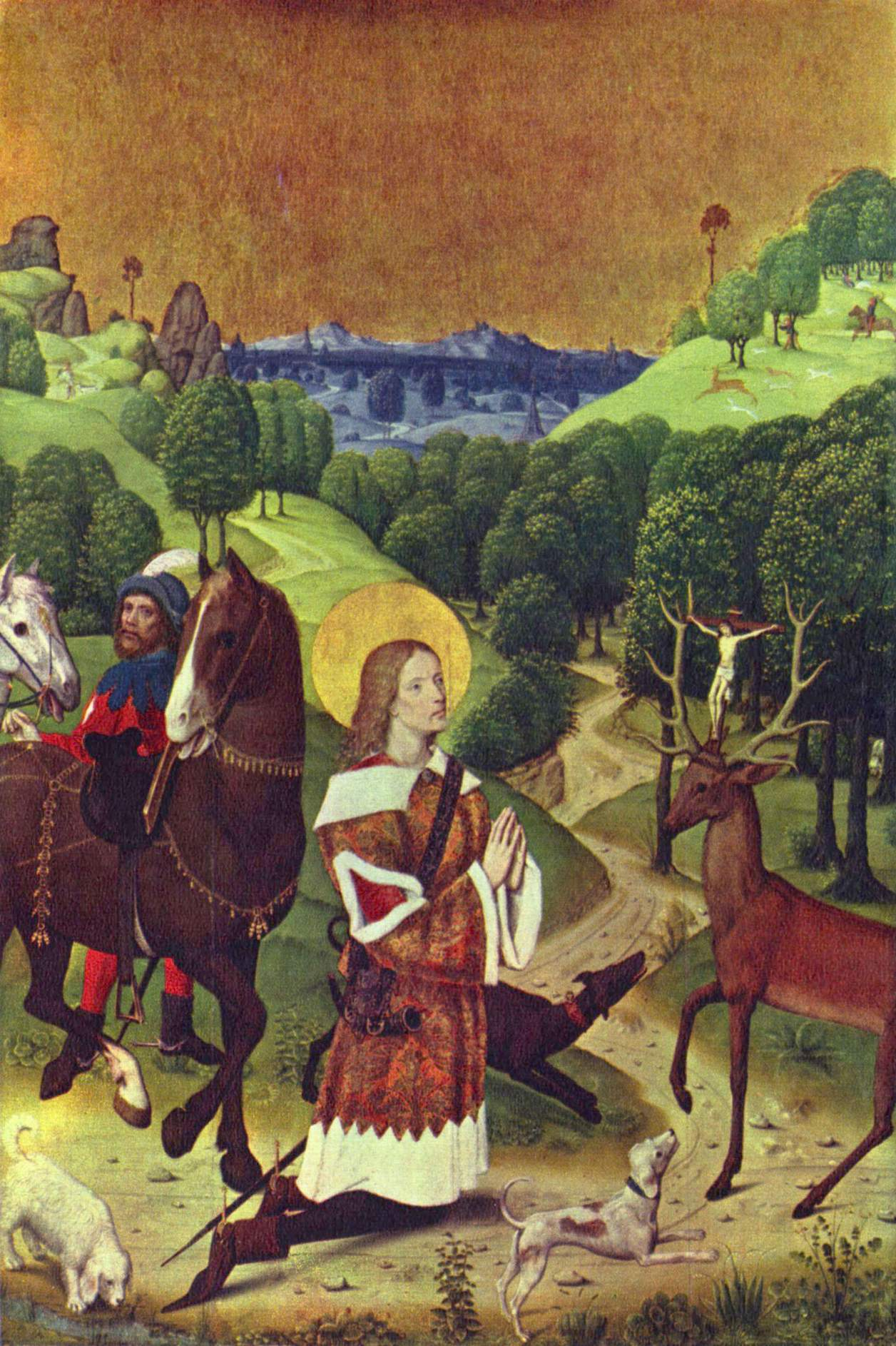
St.Hubertus.

Under medeltiden firades St.Hubertus med en Hubertusmässa den 3 november.
St.Hubertus är jaktens skyddshelgon, som skall ha mist sin hustru och parets första barn, och därefter ha dragit sig bort från världen till Ardennernas skogar, där han levde som jägare. En dag skall han ha sett ett lysande krucifix mellan hornen på en hjort och då bestämt sig för att viga sitt liv åt Gud.
På 1830-talet började man i Belgien använda parforcehorn vid dessa mässor och detta bruk fördes sedan vidare till Tyskland, även i Lutherska kyrkor.
Det kan nämnas att Jules Cantins (1874-1956) "La Grande Messe de Saint Hubert" är ett verk för jaktinstrument.
Parforcehorn har kommit att användas för rent musikaliska ändamål, det används i "Jaktkören" i Carl Maria von Weber opera Friskytten.
Det används även i Joseph Haydns Oratorium Die Jahreszeiten.

### Betydelsefull äldre litteratur
- Dampierre, Marc-Antoine, Marquis de. Recueil de fanfares pour la chass, Paris, Le Clerc, 1776.
- Döbel, Heinrich Wilhelm. Neueröffnete Jäger-Practica. Leipzig: Heinsius, 1783 [1754].
- Flemming, H. F. von. Der vollkommene teutsche Jäger, 2 vols. Leipzig: Martini, 1724.
- Goury de Champgrand. Traité de venerie et de chasses, Paris, Herissant, 1769.
- Hardouin, Trésoire de Vénerie, tryckt upplaga Henri-Victor Michelant, 1856.
- Pompeckis, Jagd- und Waldhornschule, med noter för parforcehorn (i B), 1926.
- Röhrig, Das Weidwerk, 1933. med de gamla fanfarerna för parforcehorn.
- Selincourt, M. de. Le parfait chasseur, Paris, Quinet, 1683.
- Verrier de la Conterie, Le. Venerie normande, ou l’école de la chasse aux chiens courants, Rouen, Dumesnil, 1778.